# Mittelsaalhaus

Kultbezirk von Uruk mit v. a. den Tempeln C und D in Mittelsaalbauweise

Als Mittelsaalhaus bezeichnet man eine typische Bauform im antiken Mesopotamien. Sie trat in der Obed-Zeit auf und wurde später zur typischen Bauform für monumentale und repräsentative Bauten, konnte aber auch Privathäusern zugrunde liegen. Vor allem für die chalkolitische Obed- und Uruk-Kultur gilt dieser Hausgrundriss als Leitfossil. Seine Verbreitung bis nach Nordmesopotamien, wo entsprechende Gebäude etwa in Habuba Kabira, Tell Brak, Tell Hamoukar, Tell es-Sweyhat und an anderen Fundorten freigelegt wurden, diente unter anderem als Beleg für eine so genannte Uruk-Expansion.
Typisch für Mittelsaalhäuser ist der namensgebende langrechteckige Saal zu dessen Seiten oft unregelmäßige Raumtrakte liegen. Er kann T-förmig erweitert sein. Dieser Mittelsaal war funktionales Zentrum des Gebäudes. Er diente aber auch als Zugangsweg zu den seitlich liegenden Raumtrakten. Bei Tempeln dieser Bauform finden sich häufig Kultnischen an einer Schmalseite dieses Saales.